# Тараз (футбольний клуб)
КГКП футбольний клуб Тараз або просто «Тараз» (каз. ФК «Тараз») — професіональний казахський футбольний клуб з міста Тараз.

## Досягнення
- Прем'єр-ліга:
  -  Чемпіон (1): 1996

- Кубок Казахстану:
  -  Володар (1): 2004

## Відомі гравці
| - Олег Воскобойников - Дмитро Огай - Ваїт Талгаєв - Антон Шох - Євген Яровенко - Володимир Нікітенко - Вахід Масудов - Олександр Шмариков - Дмитро Яковенко | - Олег Литвиненко - Нуркен Мазбаєв - Ігор Авдеєв - Мурат Тлешев - Улан Конисбаєв - Бауржан Ісламхан - Олександр Кучма | - Сергій Іванов - Антон Землянухін - Ібрагім Мерешков - Діас Камелов - Рок Рой - Іван Перич - Рене Ессомба - Юрій Данченко - В'ячеслав Кренделев |

## Відомі тренери
- Курбан Бердиєв (1986–89), (1991–92)
- Вахід Масудов (серпень 1999 – червень 2000)
- Володимир Гулямгайдаров (2003)
- Юрій Коньков (1 свчня 2004 – 24 серпня 2005)
- Сергій Тагієв (2006 – травень 2007)
- Володимир Фомічов (2008–10)
- Дмитро Огай (1 січня 2010 – 30 листопада 2010)
- Ігор Урсачі (25 червня 2010 – 1 вересня 2010)
- Ваїт Талгаєв (2010–2011)
- Любко Петрович (1 листопада 2011 – 14 травня 2013)
- Нурмат Мірзабаєв (в.о.) (16 травня 2013 – 7 червня 2013)
- Арно Пейперс (8 червня 2013 – 10 червня 2014)
- Євген Яровенко (10 червня 2014 – 11 листопада 2015)
- Нурмат Мірзабаєв (січень – травень 2016)
- Юрій Максимов (3 15 травня 2016 — грудень 2016)
- Ваїт Талгаєв (з 4 січня 2017)